# Iconic Tower
L'Iconic Tower est un gratte-ciel situé dans la nouvelle capitale administrative de l'Égypte. Avec une hauteur totale de près de 400 mètres, c'est le plus haut bâtiment d'Afrique. Elle compte 77 étages, principalement destinés à des bureaux, et fait partie des 20 tours construites dans le cadre du quartier central des affaires de la nouvelle capitale,,.La surface totale de la tour dépasse 265 000 m2.

## Construction
La construction d'Iconic Tower a officiellement débuté en mai 2018. Le Premier ministre égyptien Moustafa Madbouli s'est rendu sur le chantier pour assister à une cérémonie marquant le début des opérations de coulage du béton sur les fondations en 2019. China State Construction Engineering est le principal entrepreneur du projet, qui emploie plus de 5 000 ouvriers.
L'architecte du projet de tour est Dar al-Handasah Shair & Partners. Le plan d'ensemble du nouveau projet de développement du Caire, dirigé par le ministère égyptien du logement, comprend 20 tours dans le complexe entourant l'Iconic Tower.
Elle a été conçue et inspirée par la forme d'un obélisque pharaonique, l'extérieur en verre représentant la couronne Shuti du dieu égyptien Amon.
En juillet 2021, tous les travaux de bétonnage de la structure ont été achevés et le 24 août 2021, la tour a atteint sa hauteur maximale de 394 mètres. Une fois achevée, elle sera le plus haut bâtiment d'Afrique, dépassant la tour de la Grande Mosquée d'Alger en Algérie.